# Свръхдържава
Свръхдържава или свръхсила е държава с доминиращо положение, характеризираща се с широката си способност да упражнява влияние или да проектира сила в глобален мащаб. Това се осъществява чрез комбинираните средства на икономическа, военна, технологична и културна сила, както и чрез дипломатическо влияние и мека сила. По традиция свръхдържавите са водещи сред великите сили.
Терминът се използва за първи път след Втората световна война за Съединените щати и Съветския съюз. По времето на Студената война двете страни доминират в световните дела. В края на Студената война и разпадането на Съветския съюз през 1991 г. само САЩ изглежда като свръхдържава.
Алис Лиман Милър определя свръхдържавата като „страна, която има капацитета да проектира доминираща сила и влияние навсякъде по света, а понякога и в повече от един регион на света едновременно, и е възможно да придобие статут на глобална хегемония“.